# Bathynotalia perplexa
Bathynotalia perplexa är en ringmaskart som beskrevs av Levenstein 1982. Bathynotalia perplexa ingår i släktet Bathynotalia och familjen Polynoidae. Inga underarter finns listade i Catalogue of Life.